# Makoto Kaneko (Fußballspieler)
Makoto Kaneko (jap. 金子 誠, Kaneko Makoto; * 9. Dezember 1975 in der Präfektur Kanagawa) ist ein ehemaliger japanischer Fußballspieler.

## Karriere
Kaneko erlernte das Fußballspielen in der Schulmannschaft der Toin Gakuen High School und der Universitätsmannschaft der Komazawa-Universität. Seinen ersten Vertrag unterschrieb er 1998 bei den Ventforet Kofu. Der Verein spielte in der zweithöchsten Liga des Landes, der Japan Football League. Ende 2002 beendete er seine Karriere als Fußballspieler.